# Clonistria guatemalensis
Clonistria guatemalensis är en insektsart som beskrevs av Ludwig Redtenbacher 1908. Clonistria guatemalensis ingår i släktet Clonistria och familjen Diapheromeridae. Inga underarter finns listade i Catalogue of Life.